# جوسيل فيريرا دا سيلفا
جوسيل فيريرا دا سيلفا (بالبرتغالية: Ciel‏) (مواليد 31 مارس 1982) لاعب كرة قدم برازيلي يجيد اللعب في الهجوم .
لعب في عدة أندية برازيلية أبرزها نادي فلومينينسي و احترف في كوريا الجنوبية والبرتغال و لعب في الإمارات لأندية الشباب والأهلي واتحاد كلباء ووقع مع نادي دبا الفجيرة عام 2017 .

## روابط خارجية
- جوسيل فيريرا دا سيلفا على موقع دوري كوريا الجنوبية (الإنجليزية)
- جوسيل فيريرا دا سيلفا على موقع قاعدة بيانات كرة القدم.إي يو (الإنجليزية)
- جوسيل فيريرا دا سيلفا على موقع Soccerway.com (الإنجليزية)